# La lavandera (Greuze)
La lavandera ( en francés: La Blanchisseuse ) es una pintura de género de 1761 del artista francés Jean-Baptiste Greuze (1725-1805), que existe en dos versiones. El tema de las lavanderas era muy popular en el arte, especialmente en Francia. 
La primera versión de La lavandera fue una de las catorce obras expuestas por Greuze en el Salón de 1761 y formó parte de la colección del mecenas de Greuze, Ange Laurent Lalive de Jully. La pintura fue prácticamente desconocida durante más de dos siglos, ya que fue comprada en 1770 por Gustaf Adolf Sparre y se mantuvo de forma privada en esa colección de arte sueca y rara vez se vio hasta que fue adquirida por el Museo Getty en 1983.
La segunda versión se encuentra ahora en el Museo Fogg de Harvard. Con unas medidas de 39 x 31 cm, es ligeramente más pequeño que el del Getty y también está fechado c. 1761. Posiblemente fue creado para permitir que se hiciera una impresión del tema. 

## Antecedentes
El artista francés Jean-Baptiste Greuze fue un pintor de género de finales del siglo XVIII influido por artistas holandeses y flamencos del siglo XVII. Expuso por primera vez en el Salón de 1755, recibiendo gran atención por su pintura de género Un Père de famille qui lit la Bible à ses enfàns (Padre de familia que lee la Biblia a sus hijos). Varios años antes, Denis Diderot había comenzado a publicar la primera forma moderna de crítica de arte, y se convirtió en uno de los admiradores de Greuze tras conocerse en 1759. Greuze alcanzó un éxito aún mayor en el Salón de 1761 con L'Accordée de village. Greuze fue considerado uno de los más grandes pintores de su época, pero su popularidad comenzó a declinar en la década de 1780. Tras la Revolución Francesa lo perdió todo y murió sin un céntimo. Greuze fue prácticamente olvidado por el mundo del arte durante varios siglos, hasta su resurgimiento a finales del siglo XX con la revalorización del arte del Antiguo Régimen.

## Desarrollo y exposición.
Es probable que Greuze comenzara a trabajar en La lavandera en julio de 1761, más o menos al mismo tiempo que en L'Accordée de village. Al inspirarse en la pintura de gabinete holandesa y flamenca, Greuze pudo haber encontrado inspiración en el estilo de Rembrandt, y en otros artistas y pinturas como La criada de cocina (1738), de Jean-Baptiste-Siméon Chardin, La muchacha cortando cebollas (1646), de Gerrit Dou, La lavandera (1650), de Gabriël Metsu, y La muchacha ofreciendo ostras (1658-1660), de Jan Steen. Su desarrollo estuvo influido por la pintura de gabinete holandesa y la imaginería de la lavandera popularizada a través de un estilo literario conocido como género poissard . 
|                                                             |
| Jean-Baptiste-Siméon Chardin, La criada de la cocina (1738) |

|                                           |
| Gerrit Dou, Chica picando cebollas (1646) |

|                                    |
| Gabriël Metsu, La lavandera (1650) |

|                                                |
| Jan Steen, Chica ofreciendo ostras (1658-1660) |

Greuze expuso un total de catorce cuadros en el Salón de septiembre de 1761, entre ellos La lavandera y L'Accordée de village.

## Descripción

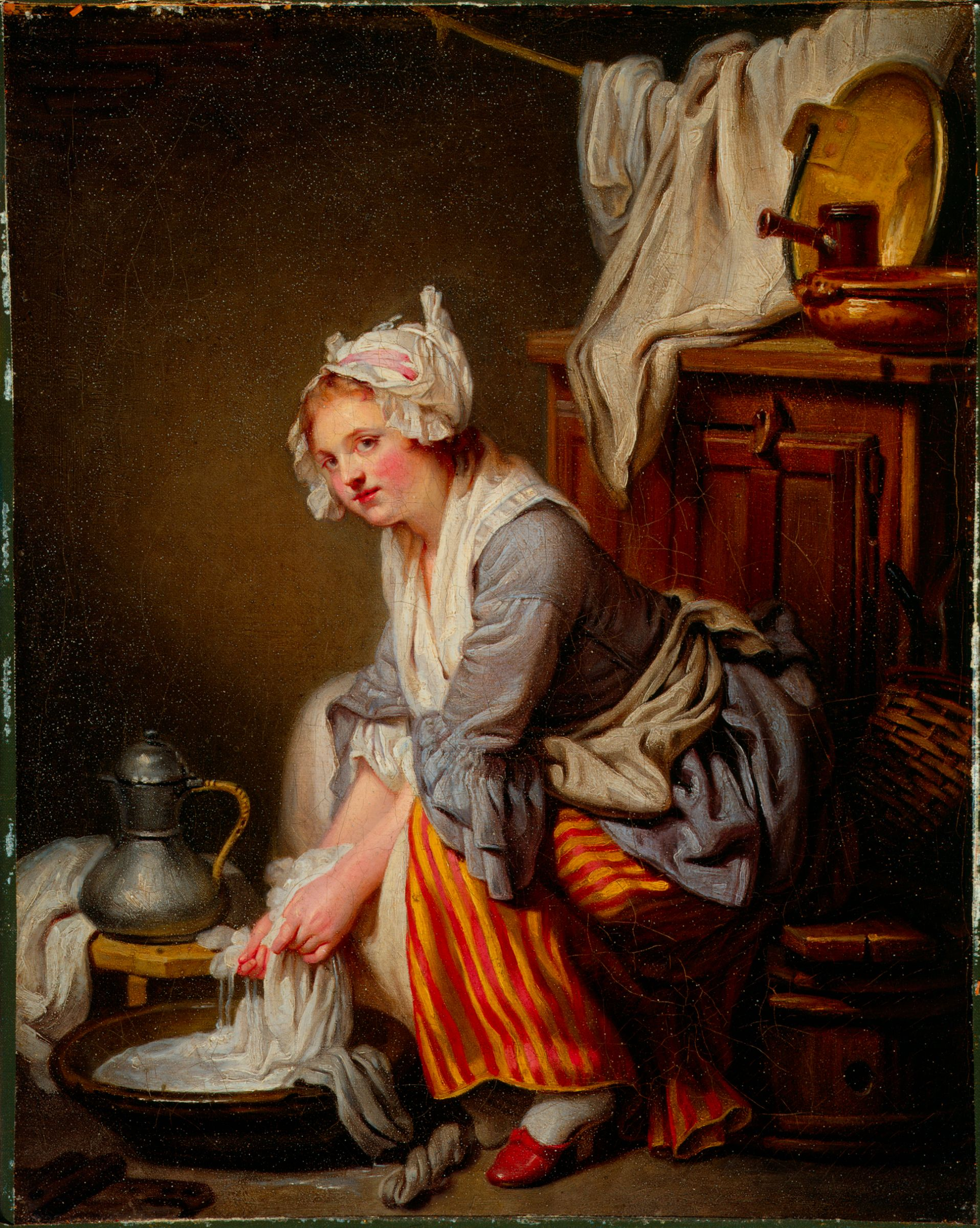
Réplica autógrafa del original, Museo Fogg.

Una joven sirvienta se inclina para escurrir lino con las manos mientras mira provocativamente al espectador con una mirada sensual y coqueta. Aparece desaliñada, con ropa que le cubre el cuerpo y mules rojas en los pies, pero con el tobillo y el pie al descubierto, lo que sugiere una falta de contención sexual. En la parte inferior izquierda, sobre una mesita, hay  una tetera para hervir agua.

## Procedencia
El mecenas de Greuze, Ange-Laurent de La Live de Jully, fue el propietario original del cuadro. Tras su venta en 1770, pasó por múltiples colecciones suecas durante varios siglos, entre ellas las del conde Gustaf Adolph Sparre, su esposa la condesa Amelie (Ramel) Sparre, su nieto el conde Gustaf Adolf Frederik de la Gardie, su padre el conde Jakob Gustaf de la Gardie, que vendió sin descendencia toda la colección al conde Carl de Geer, quien la donó íntegramente a su nieta la condesa Elizabeth (von Platen) Wachtmeister, la primera en crear el fideicomiso de pinturas de la familia Wachtmeister y encargó al historiador de arte sueco Georg Göthe la actualización del inventario original de la colección de 1794. Su nieto, el conde Gustav Axel Wachtmeister, falleció en 1978, y el fideicomiso de la familia Wachtmeister comenzó a vender los cuadros, vendiendo la Lavandera al Museo J. Paul Getty en 1983.

## Otras lecturas
- Bailey, Colin B. (2002). Gusto patriótico: coleccionar arte moderno en el París prerrevolucionario . Prensa de la Universidad de Yale.ISBN 9780300089868 .
- Fredericksen, Burton (abril de 1985). " Adquisiciones recientes de pinturas: Museo J. Paul Getty: Suplemento ". La revista Burlington, 127 (985): 261-268.